# 石井茂知
石井 茂知（いしい しげとも）は、安土桃山時代から江戸時代前期にかけての肥前国の武将。佐賀藩主鍋島氏の重臣。

## 来歴
肥前国の戦国大名龍造寺氏、佐賀藩主鍋島氏の重臣石井右衛門佐茂則の次男として生まれる。佐嘉郡飯盛城主石井和泉守忠清の次男長門守忠家の曾孫にあたり、父茂則は、初代藩主鍋島勝茂の再従兄である。
慶長5年（1600年）、父茂則の死去に伴い、家督を継ぎ、初代藩主勝茂より偏諱を授けられ、「茂知」と名乗った。
父茂則と同じく鍋島直茂・勝茂父子に重用された。
享年は不明であるが、茂知は長寿であったとされ、明暦2年（1656年）に死去した。家督は、嫡男彦右衛門常知が相続した。